# Ružinov
Ružinov (Hongaars:Főrév, Duits: Rosenheim) is een stadsdeel van Bratislava in de regio Bratislava en maakt deel uit van het district Bratislava II. Ružinov telt 70.004 inwoners.
De internationale luchthaven van Bratislava ligt in het stadsdeel Ružinov.

## Geschiedenis
De tegenwoordige wijk van Bratislava is ontstaan uit het dorpje Rosenheim. Dit dorp had in 1910 ongeveer 1300 inwoners waarvan de meerderheid Duits was. Tot 1946 was het een zelfstandige gemeente. In dat jaar werd het onderdeel van de stad Bratislava. Tegenwoordig is het een levendige wijk van Bratislava.

## Bevolkingssamenstelling
In 2011 had de wijk 68.574 inwoners waarvan 61.871 Slowaken, 2150 Hongaren en 977 Tsjechen.
Districten: Bratislava I · Bratislava II · Bratislava III · Bratislava IV · Bratislava V

Stadsdelen: Čunovo · Devín · Devínska Nová Ves · Dúbravka · Jarovce · Karlova Ves · Lamač · Nové Mesto · Petržalka · Podunajské Biskupice · Rača · Rusovce · Ružinov · Staré Mesto · Vajnory · Vrakuňa · Záhorská Bystrica